# In discoteca
In discoteca è il quarto album discografico di Brigan Tony, pubblicato nel 1982 dall'etichetta discografica Seamusica.

## Tracce
Tutti i testi e le musiche sono composti da Antonino Caponnetto, eccetto dove indicato
1. Tarantella Cefalù (S.Ranno - L.Finocchiaro)
2. Ma picchì
3. Mannatimi i soddi
4. Quant'è bella l'estate
5. Mblì mblò
6. Fatimi a carità (A.Caponnetto - L.Finocchiaro)
7. A nanna è 'ncinta
8. Si ficiunu i ficu
9. Cassatella in discoteca
10. Paparedda do me cori
11. Tango siciliano (S.Ranno - L.Finocchiaro)
12. Fatti i c...tò